# Utcai lelkigyakorlat
Utcai lelkigyakorlat vagy lelkigyakorlat az utcán a szentignáci lelkigyakorlat hagyományában olyan lelki gyakorlást jelent, melyeket nem egy zárt helyen, egy kolostorban, vagy lelkigyakorlatos házban végeznek. A gyakorló személyek sokkal inkább nyílt terekre mennek, gyakran a szociális fókuszpontokra azért, hogy „Istennek más, szokatlan és rendkívüli helyeit felkeressék.” Ily módon kell és lehetséges a találkozást minden embertársunkkal, mint Isten képmásával elősegíteni. Az utcai lelkigyakorlatok mozgalmát a jezsuita Christian Herwartz indította el az 1990-es évek végén, aki első ízben vezetett utcai lelkigyakorlatot. A mozgalmat hálózattá szervezte és nem intézményesítette és az egyház anyagilag nem támogatta. A lelkigyakorlatok rendszerint 10 napig tartanak. Speciális csoportok számára is van ajánlat, illetve vallások közötti kínálat buddhistákkal és muszlimokkal.

### Történet
Az utcai lelkigyakorlatok létrejöttének alapja egy nyílt lakóközösség volt az egykori jezsuita-állomáson, Berlin-Kreuzbergben, ami szociális és vallási kérdésekben nyújtott segítséget. Christian Herwartz, aki a munkáspapi mozgalom testvéreinek csoportjához tartozott és 1979-2000-ig maga is ipari munkásként tevékenykedett, mint utolsó jezsuita 2016-ig ebben a lakóközösségben élt, ami jelenleg is (2019. novemberében) létezik. Ezt a jezsuita-állomást a jezsuiták észak-német provinciája spirituális kísérletként alapította az egykori berlini fal közvetlen közelében a társadalom alsóbb néprétegeivel való találkozásra, és a szentignáci spiritualitásnak erre a speciális formájára alkalmasnak is bizonyult.
Innen kiindulva Alex Lefrank S.J. külső lelkigyakorlatvezetővel együtt valósította meg Christian Herwartz 1998-ban elsőként az utcai lelkigyakorlatokat a jezsuita rendből származó három résztvevős csoporttal, egy a hajléktalanok számára Berlinben fenntartott, és nyáron nem használt melegedő szobában. További kurzusok következtek 2000-ben szerzetesnők egy csoportjával, első alkalommal, mint nyílt kiírású ajánlat; ebben a kurzusban alakították ki az „utcai lelkigyakorlatok” fogalmát, mialatt Herwartz még a „város fókuszpontjain történő lelkigyakorlatról” beszélt. Ugyanebben az évben vált Christian Herwartz munkanélkülivé és ettől kezdve, mint nyugdíjas fokozottan szentelte magát a lelkigyakorlat vezetői tevékenységnek. 2009-ben kilenc kurzust valósított meg. Különböző keresztény felekezet ekből származó egykori résztvevők eközben maguk is nyújtanak lelkigyakorlatokat az utcán. Azóta ilyen lelkigyakorlatokat az alábbi országokban tartanak: Németország, Belgium, Franciaország, Svájc, Ausztria, Koszovó, Hollandia, Texas, Kanada és Taiwan.
Speciális kínálatok igazodnak az alábbi célcsoportokhoz: egyetemi hallgatók, párkapcsolatban élők, fiatalkorúak, elítélt rabok. Csak nők és csak férfiak számára is tartanak kurzusokat. 2019 óta vallások közötti kurzusokat is szerveznek buddhistákkal és muszlimokkal, mint utcai csendes napokat (retreats).
Az „utcai lelkigyakorlat-mozgalom” mint egy hálózat szerveződik, nincs meghatározott intézményi kerete, nem rendelkezik állandó egyházi anyagi támogatással, vagy főfoglakozású erőkkel. A kísérők 2008 óta évente találkoznak, hogy a gyakorlatok formálódására rendszeresen reflektáljanak és tovább fejlesszék azt. A taz (Die Tageszeitung, nagy német napilap) megfigyelése szerint a cél nem az, „hogy ezekre a lelkigyakorlatokra egy pár napra egy nyugodt kolostorban, teljes ellátással, egy idilli szép vidékre visszahúzódjunk. Hanem pontosan az ellenkezőjével próbálkozzanak: egy meditációt, egy reflexiót, sőt talán egy Isten-közeli élményt találni a lármában, a sárban, piszokban, szennyben, a nagyváros nyomorúságában.”

### Lefolyás
A tíznapos lelkigyakorlatok szokás szerint péntek este kezdődnek és vasárnap délután érnek véget. A napi ritmus állandó:
- Közös reggeli ima, vagy reggeli impulzus, amit a résztvevők alakítanak ki
- Reggeli után a résztvevők egyenként és figyelmesen elindulnak a maguk választotta úton a városba. A lelkigyakorlat vezetők javaslatként konkrét helyek listáját is megadják, ahol esetleg a szegénység, a szükség, vagy az idegenség érezhető, és amely helyeket egyébként gyakran elkerülnének. „Jézus elküldi az apostolokat” (Lk 9, 1) bibliai szavakból kiindulva a résztvevők elindulnak az általuk megszokott biztonságot nélkülözve, quasi mint zarándokok, ki az „utcára”, például egy társadalmi fókuszponthoz, drogfüggők közé, munkaügyi központba, vagy egy mecsetbe. Kiteszik magukat azoknak a helyeknek és embereknek, akikkel a nyílt tereken találkoznak, netán egy emlékműnél, egy emlékhelynél, egy folyóparton, vagy bárhol máshol. Egy védett helyre történő időnkénti visszavonulás is lehetséges, pl. egy templomba.
- A csoport csak este gyűlik újra össze az eucharisztia ünneplésére, vagy Istentiszteletre, amit a kísérők alakítanak ki, aztán következik a vacsora.
- Ezután kötelező kicsoportos beszélgetés következik a lelkigyakorlat vezető(nő)jével. A résztvevők eszmecserét folytatnak arról, amit az utcáról magukkal hoztak, a kísérők ügyelnek a kölcsönösen támogató és nem értékelő visszajelzésre. Az elmondottakról való hallgatásban egyeznek meg.

A kísérők konkrét segítségként lelki keretet adnak a következő kifejezésekből: bátorítás, érzékenység az igazságosság iránt, vallások közötti párbeszéd, élet a Szentírásból és a keresztény feltámadás hitéből. Ez a lelki sík különbözteti meg a csoportot egy személyiségfejlesztő önismereti csoporttól.
- A gyakorlatozók a tapasztalataik alapján elmennek oda, ahol ők személyesen megszólítva érezték magukat (Lk 24, 13), az éjszaka folyamán ezt fontolóra veszik és ilyen helyeket még egyszer felkeresnek.
- Péntek este egy különleges szentmisével kezdődik a kiszállás a lelkigyakorlatból, a lábmosás rítusával (jn 13,1-5 és Jn 13,12-17), amikor a résztvevők Jézus és Mária Magdolna (Jn 12,3) példájára hallgatva kölcsönösen megmossák és bekenik egymás lábát. A résztvevők „egy hosszú nap végén, melyen lábukkal a várost érzékelték […] szembe kerülnek a közelségnek és a szégyenérzetnek is ezzel az intenzív megtapasztalásával.”[11]

### Keretfeltételek
- Nyolctól tíz résztvevőt kísér két férfi és két nő.
- A résztvevők együtt laknak, egyszerű feltételek mellett, egy egyszerű helyen, amit „zarándok szállásnak” neveznek, a felmerülő munkákat közösen végzik el.
- Egyedül a napi egyszeri esti beszélgetés kötelező a résztvevők számára. Máskülönben a részvétel önkéntes, egyesek visszalépése elfogadható és a csoport hordozza ezt.
- A kurzusokat térítésmentesen hirdetik; minden résztvevő díjazás nélkül jelentkezik, a felmerülő élelmiszerköltségeket megosztják. A kísérők, akik szándékosan nem „lelkigyakorlat-vezetőként” vagy „-mesterként” lépnek fel,[12]  nem kapnak honoráriumot, adott esetben az utazási költségeket megtérítik.
- Rövidebb kurzusok is lehetségesek, mint az egynapos kurzus, vagy esetleg próbaként néhány órára.
- A lelkigyakorlatokat interneten hirdetjük.
- A résztvevőket előzetesen nem válogatják, nincs kizáró kritérium. Mégis, drogfogyasztás esetén a résztvevőt eltanácsoljuk, mert akkor a belső észlelés gyakorlása gátolt lehet.[13]
- Nincs szó csend meditációról, de a szavak tiszteletteljes használata elősegíti a lelkigyakorlatot és a csoportos együttélést. A hallgatás képessége és a pszichikai stabilitás nem előfeltétel.
- A lelkigyakorlatok sem nem gyógymód, sem üdülési forma, sem pedig szociális szakmai gyakorlat.
- A lelki betegségben szenvedő résztvevőkkel való felelősségteljes bánás különleges figyelmet igényel. A határt fel kell ismerni a lelkigyakorlat, mint spirituális kísérés (Isten és a kísérendő személy közti kapcsolat elmélyítése céljából) egyrészről és másrészről a pszichoterápia (egy lelkibeteg gyógyulása céljából) között és be is kell tartani. Ez a témája a lelkigyakorlatvezetők tapasztalatcseréjének.[14][15][16]

### Antropológiai, bibliai és teológiai háttér

#### A résztvevők diszpozíciója
A nyugati ipari országokban vallásszociológiai nézőpontból a vallást egyre inkább individualizáltan élik meg. Ez Susanne Szemerédy szerint a „vallásosság életrajzírásához” vezet: a vallásos meggyőződések és gyakorlatok értelmét első sorban saját életünk számára keressük és ez a „nem mindennapi tapasztalatok keresésében” nyilvánul meg. Ezeknek az embereknek az utcai lelkigyakorlatok kínálata a vallásos tapasztalat speciális formájának felelhet meg, „amikor a gyakorlatozók kiteszik magukat az emberi létezés paradoxonjainak és szakadékainak, hogy ezáltal a szentnek, a transzcendensnek, Istennek nyomában maradjanak.  A részvételben nagyon fontos, egy tágabb értelemben vett vallásos óhaj, hogy a „Teremtés forrásával” (Istennek nevezzük, vagy másként) kapcsolatba kerüljenek.
A lelkigyakorlat résztvevőinek és kísérőiknek az alap magatartását a „nem intencionalizmus intenciója” fogalommal írhatjuk le: „igazodás arra, hogy mindent célirányosnak hagyjunk, az aktív cselekvésből lépjünk az elmélyedésre való hajlandóság állapotába.”;  „A résztvevőknek nyitottan és lehetőleg előítéletek nélkül kell keresni Istent és az embereket. Az egyszerű helyzeteket tudatosan kell érzékelni – az utcára menni, egy kávézóba beülni, embereket megfigyelni, velük kapcsolatba lépni”, írják egy vázlatban a Der Freitag (Péntek – A kelet-nyugati hetilap) című újságban.  Christian Herwartz „kontemplatív várakozásról” beszél.

#### Az utca
Az „utcát” a lelkigyakorlatok során különböző jelentésében és funkciójában szemléljük, kiegészítve, ahogyan ellentmond önmagának. Ez egy nyílt tér, színpadias jellege van és kereskedelmi célokra használható, összeköt és szétválaszt, egyik helyről a másikra kapcsolatot alakít, maga azonban egy „köztes tér”, egy „nem-hely”, a veszély ambivalens helye, de a kalandé is, egy mindennapos helyszín, a szegények helye, az „utcára kitetteké”. Az utcával ellentétes fogalomként értjük a ház, a haza és a védettség fogalmát és ezt meg is éljük: „az utcán élni” egy szinten van a lakás nélküli, hajléktalan élettel. Az „utcagyerekek” számára ez a normától eltérő életvitel központja, a tanulás és tapasztalás helye, mialatt társadalmilag csak mint egy tranzitvárót, vagy „nem-helyet” értékelik. Maria Jans-Wenstrup és Klaus Kleffner lelkigyakorlat kísérők a lelkigyakorlatról, mint annak a lehetőségéről beszélnek, ahol az utcán, mint egy Isten felé nyitott „más-helyen” tapasztalatokat lehet gyűjteni, mivel, ha valaki az utcára megy, annak kellemetlen felfedezéseket is kell tennie, „idegenszerűt még a saját életében” is.
Példaképül szolgál a gyakorlatokban, ebben a „másik ember keresése más helyeken” – idegen emberek és az idegennek keresése a saját személyiségemben – Mózes tapasztalatának bibliai elbeszélése. Mózes sivatagi pásztorként a mindennapi munkája közben észrevette az égő, de el nem égő csipkebokrot és amikor közelebb lépett, Istent tapasztalta meg, amint Isten így szólt hozzá: „Vedd le sarudat a lábadról, mert a hely, ahol állasz, szent föld.” (Kiv 3,1-15; ApCsel 7,30-35) Michael Schindler teológus  arra mutat rá, hogy Mózes nem aktívan keres föl egy szentnek mondott helyet, hanem „felfedezi”, hogy ez a mindennapi hely szent. Ebben a vonatkozásban az utca további dimenziót kap: bibliai beszéddel mondva az utcát „szent földnek” tapasztalhatjuk meg, ami lehetővé teszi Isten megtapasztalását.

### Spirituális hagyományok

#### Loyolai Szent Ignác
Az utcai lelkigyakorlatok spirituális alapja a vezérelv „megtalálni Istent mindenben, beszédben, járásban, a látásban, ízlelésben, hallásban, gondolkodásban és egyáltalán mindenütt”, ahogy ezt a jezsuita rend alapítója, Loyolai Ignác a lelkigyakorlatos könyvében mint maximális értéket fogalmazta meg az ignáci lelkigyakorlatok és az Istent keresők számára. Schindler az utcai lelkigyakorlatokban egy a „gyakorlatok városias eredetére való visszatérést” lát, amikor Ignác a „város emberét” kezdetben városi környezetbe helyezte, mielőtt még „zárt formában” helyhez kötve, egy házban vált volna szokássá a gyakorlat. Az utcán végzett lelkigyakorlatok – Schindler szerint – összekapcsolódnak a két Ignác által látott lehetőséggel, azaz az elszakadással mindennapjainktól és az ezzel kapcsolatos viszonyoktól és helyektől és egyúttal azzal, hogy megmaradjunk egy szokványos területen a világ közepette.  Az ignáci gyakorlatok hagyományának további lényeges elemeit látja Schindler beteljesülve és időszerűen aktualizálva: a résztvevőket, mint olyan személyeket, akiknek egyenként önálló útjuk van az Istenhitre, komolyan veszik – Christian Herwartz számára a lelkigyakorlat egy vezetői ügy,  tehát minden egyes ember személyes cseréje az élettel magával; az út és a saját útját kereső zarándok indítéka Ignác számára fontos.
A Jézussal való kapcsolat, aminek az ignáci lelkigyakorlatokban nagy jelentősége van, az utcai lelkigyakorlatokban központi bibliai szövegekben jut kifejezésre, így abban is, ahogy Jézus elküldi a tanítványokat, mint „bárányokat a farkasok közé, ne vigyetek magatokkal erszényt, se tarisznyát, se sarut.” (Lk 10,3); és az emmauszi tanítványokról szóló elbeszélésben, ahol a közös járásban és étkezésben az idegenben felismerik Jézust és részesülnek életéből (Lk 24,13-35). „Én vagyok az út, az igazság és az élet. Senki sem juthat el az Atyához, csak általam.”. (Jn 14,6) – ezt a jézusi igét Christian Herwartz így interpretálja: „Jézus az utca”, melyen haladva útközben lehetőség nyílik Isten megtapasztalására.

#### Bencés és ferences spiritualitás
A lelkigyakorlatokban Susanne Szemerédy a bencés hagyomány és spiritualitás elemeit is felfedezi a lelkigyakorlatokban, mégpedig a „vendégszeretet mystagogikus felfogásában”. Nursiai Szent Benedek, a rendalapító rendbeli szabályában Archiválva 2020. július 30-i dátummal a Wayback Machine-ben azt ajánlja, hogy mind a vendég, vagy az idegen köszöntése, mind a búcsúzás a legnagyobb alázatban történjen, mivel a vendéggel valójában Jézus Krisztust fogadjuk be. Végül Szemerédy utal a ferences Compassio-spiritualitásra (együttérzés a szegényekkel és kitaszítottakkal) – a rendalapító Assisi Szent Ferenc megtérését egy leprással való találkozás váltotta ki – és Stefan Wyss-szel egy „esztétikus alapeseményről beszél, az erős felindulás átalakulása a visszataszító dolgokra, állatokra, vagy emberekre való odafigyelésben” és beszél még Szent Ferenc tapasztalatáról, hogy a kiközösített, szegény embertársban a keresztre feszített Jézussal való találkozást élhetjük meg.

### Határokat átlépő együttműködés

#### Nyelv és környezet
A lelkigyakorlatoknál gyakran használt tanító történeteknek megfelelően, melyben Mózes a pusztába ment (Kiv 3) és ott egy égő, de el nem égő csipkebokorból parancsot hallott népe felszabadítására, hasonlóképpen a különböző országokban és szociális környezetben, tehát határokon átnyúló utcai lelkigyakorlatokat ajánlunk. A gyakorlatozók különböző vallási hagyományokkal érkeznek, gyakran keresztény, vagy zsidó vallású háttérrel. 2011-ben Hamburgban zajlott egy kurzus a Reeperbahn öt hajléktalanjával és angolul beszélő résztvevőkkel.

#### Buddhizmus
Bernie Glassman, az amerikai zen mester sokféle vallású emberrel együtt gyakorolta a nyitottságot – különösen a társadalmi fájó pontokon, mint az egykori koncentrációs tábor, Auschwitz érkezési vágányánál, vagy New York utcáin a hajléktalanok között.  Tanítványainak egyikével, Heinz-Jürgen Metzger solingeni zen mesterrel  és Christian Herwartz-al zajlott az első közösen megrendezett retreat (visszavonulás) Berlinben 2019. május 19-én. A jó tapasztalatok, üres kézzel menni az utca megélt valóságába, másokkal és saját magunkban, új találkozásokra bátorítanak ezek között a spirituális utak között.

#### Iszlám
Miután egyes muszlim résztvevők gazdag spirituális tapasztalatukkal részt vettek utcai lelkigyakorlaton, 2019-ben meghívás érkezett egy három napos utcai lelkigyakorlatra Berlin-Neukölln-be egy muszlim teológussal és Christine Funk teológia professzorral Berlinből.

## Fordítás
Ez a szócikk részben vagy egészben  az   Exerzitien_auf_der_Straße című német Wikipédia-szócikk ezen változatának fordításán alapul.  Az eredeti cikk szerkesztőit annak laptörténete sorolja fel. Ez a jelzés csupán a megfogalmazás eredetét és a szerzői jogokat jelzi, nem szolgál a cikkben szereplő információk forrásmegjelöléseként.